# 380毫米SK C/34型舰炮
380毫米SK C/34型艦炮（德語：38cm L/52 SK C/34） 是克虜伯公司為德國海軍於1930年代中至末期研發的艦炮，主要作為新型戰艦俾斯麥級戰列艦的主炮研發。

## 概述
它38公分的口徑約等於12寸砲，也曾計劃裝備在更新武裝的格奈森瑙號戰艦及新開工O級戰列巡洋艦等战舰上，但隨著前者戰損和後者放棄建造而取消，此外蘇聯红海軍也曾向德國購入此炮作為喀琅施塔得级战列巡洋舰的主炮，不過因为苏德战争的原因，该舰炮未曾交付。
除了作為艦炮，此款火炮經過改良後（被稱為Siegfried）在挪威、丹麥、法國等被德国占领地被用作岸防炮和鐵道炮使用。

## 備註
1. ↑  SK - Schnelladekanone (速射炮); C - Construktionsjahr (設計年份)